# Nourane Fotsing
Nourane Fotsing, de son nom complet Nourane Moluh Hassana Epse Fotsing, aussi connue sous le nom de Nourane Foster, née le 11 décembre 1987 au Caire en Egypte, est une entrepreneuse camerounaise, femme politique et députée du Parti camerounais pour la réconciliation nationale (PCRN) à l’Assemblée nationale depuis mars 2020,.
Elle est la fondatrice de la marque Nourishka et dirige les entreprises Nourishka Hair, Nourishka Cosmétiques et Nourishka Hôtel.

## Biographie

### Éducation et formation
Nourane Fotsing naît en 1987 au Caire en Égypte d'un père camerounais d'une mère égyptienne. Elle grandit au Caire et y poursuit ses études jusqu'en 2002, quand sa famille quitte l’Égypte pour le Cameroun. Elle s’installe dans la ville de Buea où elle poursuit ses études secondaires au Lycée bilingue de Buéa jusqu'à l'obtention de son baccalauréat. En 2009, elle s'inscrit en Droit à l'université de Douala. Quelques années, plus tard, elle quitte le Cameroun pour poursuivre ses études en Angleterre et obtient un Bachelor en Marketing à la Cambridge International School. Elle retourne au Cameroun après l'obtention de son diplôme et travaille quelques années dans une multinationale de la ville de Douala avant de créer sa propre entreprise.

### Entrepreneuse
Nourane Foster est la fondatrice de Nourishka, une marque spécialisé dans la commercialisation de mèches, produits capillaires et cosmétiques. Elle est à la tête des entreprises Nourishka hair, Nourishka cosmétiques et Nourishka hôtel. En 2017, elle recrute l'influenceuse Nathalie Koah comme égérie de sa marque,. Nourishka est considérée comme le leader de l'industrie capillaire au Cameroun avec en 2019 deux magasins à Douala et Yaoundé et des représentations dans 10 pays d'Afrique. 

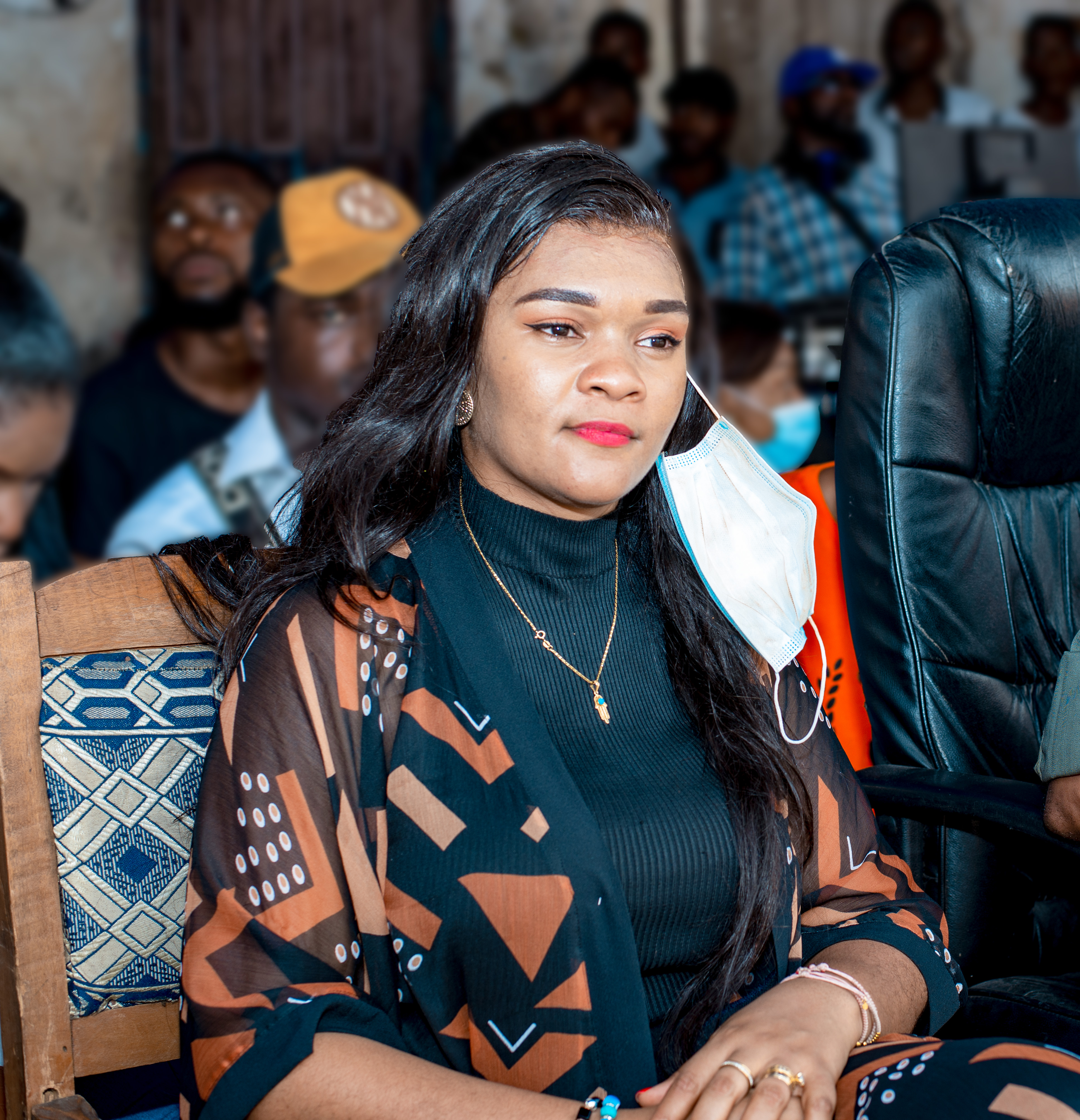
L'Honorable Nourane Foster présente à la prison centrale de New Bell

Nourane Foster investit également dans l'hôtellerie et la technologie. Elle est à la tête du projet Agri'App, une application mobile et plateforme qui met en relation les agriculteurs et les acheteurs et facilite les échanges commerciaux entre les deux parties[réf. souhaitée].
En 2019, elle représente le  Cameroun lors du sommet mondial des femmes dans l’industrie manufacturière à Montréal au Canada.
En 2020, elle est nommée dans la catégorie Homme et femme politique de l'année lors de la première édition du Cameroun Web Awards.

### Carrière politique
Elle se porte candidate aux élections législatives du 9 février 2020 en tant que tête de liste du PCRN pour la circonscription Wouri-Est. Elle est élue en obtenant 34 % de suffrages, derrière le RDPC (39 %) et devant le SDF (23 %). Un score qui lui permet  de remporter un des 4 sièges de cette circonscription et de devenir député.

### Vie personnelle
Nourane Moluh Hassana est mariée depuis 2016 et mère de 3 enfants, des triplés.

## Prix et distinctions
- 2014: Récompense du meilleur projet de l'entrepreneuriat féminin de la diaspora de Chine.
- 2019: Meilleure entrepreneuse de l’année 2019 à l'occasion de la troisième édition des African Talent Awards à Abidjan en Côte d'Ivoire[16],[17].